# Moonlight Drive
Moonlight Drive è un singolo dei The Doors, inserita nel loro secondo album, Strange Days.
La canzone è conosciuta tra i fans per essere una delle prime scritte dal cantante Jim Morrison. Secondo la biografia di Morrison No One Here Gets Out Alive scritta da Jerry Hopkins e Danny Sugerman, il cantante la scrisse durante il suo periodo d'oro a Venice Beach, Los Angeles, nel 1965.
Il significato di Moonlight Drive è aperto a varie interpretazioni. Morrison stesso (il quale disse di aver "sentito" la canzone come parte di un concerto rock nella sua testa) dichiarò che essa parlava dello stendersi verso l'ignoto. Superficialmente parla di un appuntamento, ma sono presenti molti simbolismi e immagini. In seguito, Morrison incontrò a Venice Beach Ray Manzarek (suo ex compagno di cinematografia alla UCLA e futuro tastierista dei Doors), il quale gli chiese di cantargli una canzone, Jim esitò e disse: "Let's swim to the moon, let's climb through the tide, penetrate the evening that the city sleeps to hide". Dopo avergli cantato altre due canzoni in fase sperimentale, Ray era tanto galvanizzato che difficilmente riusciva a contenersi; aveva intuito il potenziale di Jim e così decisero di creare i Doors.
La canzone appare nel film Strada a doppia corsia e nel film Al di là di tutti i limiti.